# Darwiniphora dupliciseta
Darwiniphora dupliciseta är en tvåvingeart som beskrevs av Schmitz 1929. Darwiniphora dupliciseta ingår i släktet Darwiniphora och familjen puckelflugor. Inga underarter finns listade i Catalogue of Life.